# بایرون (جورجیا)
بایرون، جورجیا (به انگلیسی: Byron, Georgia) یک شهر در ایالات متحده آمریکا با جمعیت ۲٬۸۸۷ نفر است که در جورجیا واقع شده‌است.

## موقعیت جغرافیایی
موقعیت جغرافیایی شهرها و مناطق اطراف به شرح زیر است: